# 마지루스
마지루스(독일어: Magirus GmbH)는 독일의 자동차 메이커이다.
본래 1864년에 설립한 콘라드 디프리티(독일어: Conrad Dietrich)가 마지루스 코먼디티스트(독일어: Magirus Kommanditist)로 회사를 설립 했으며 1974년에 마지루스 되츠(독일어: Magirus Deutz)로 사명으로 변경했다. 1975년에 이베코에 피합병되었다가 1983년에 이베코 마지루스(영어: Iveco Magirus)로 재설립 했다. 이 회사의 경우 주로 소방차를 제조하는 회사로 그 외에도 디젤 엔진을 제조한다.

## 사진

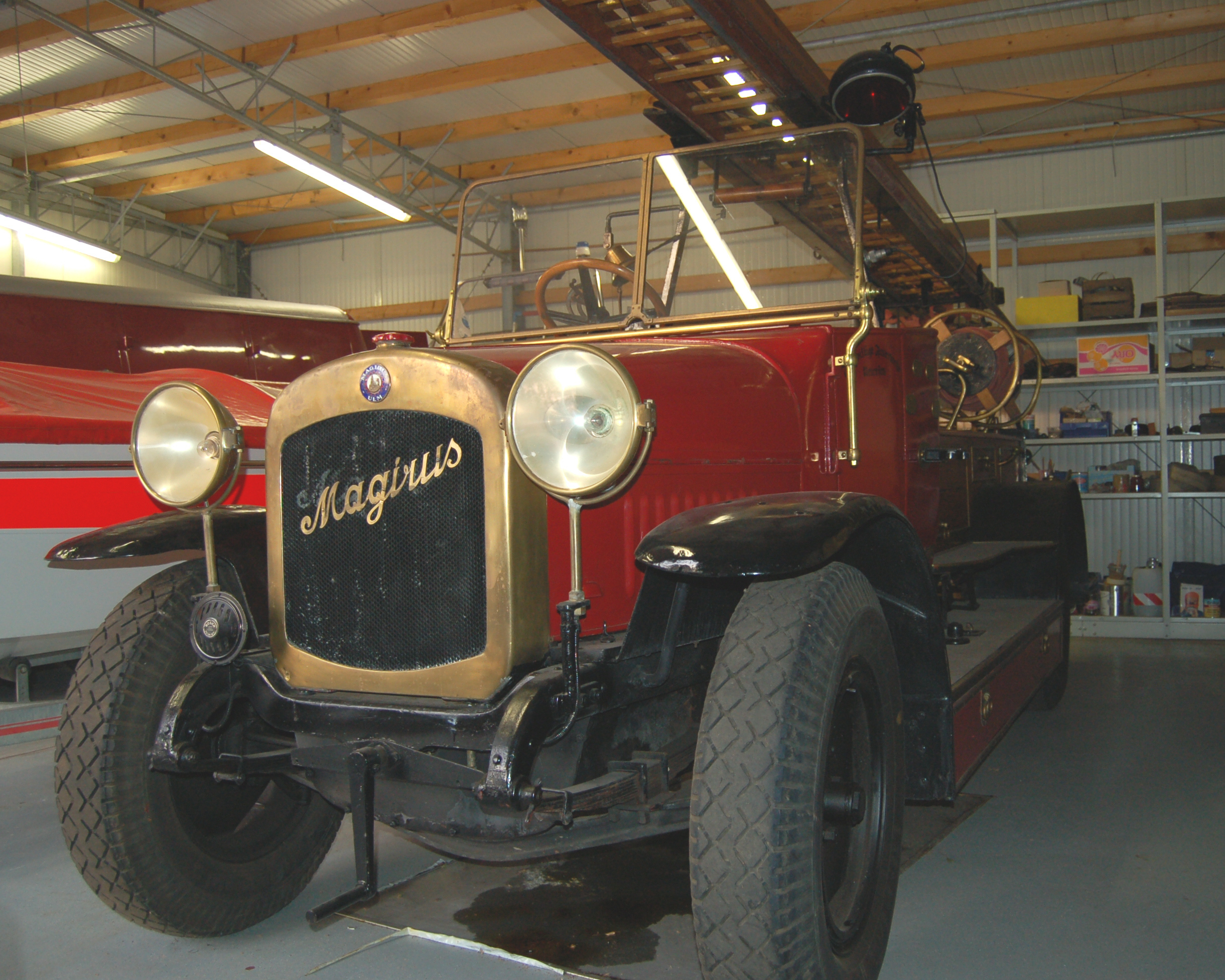
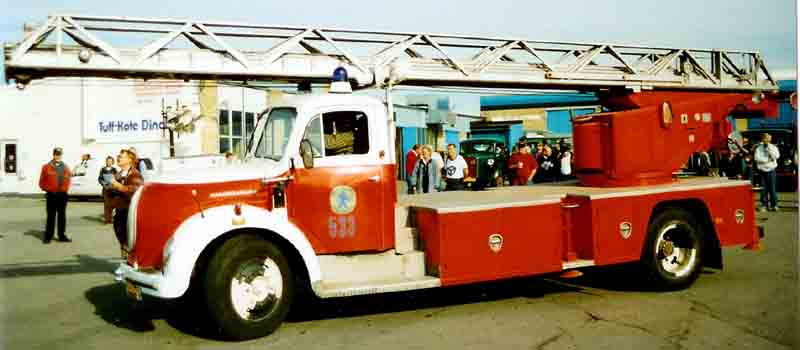
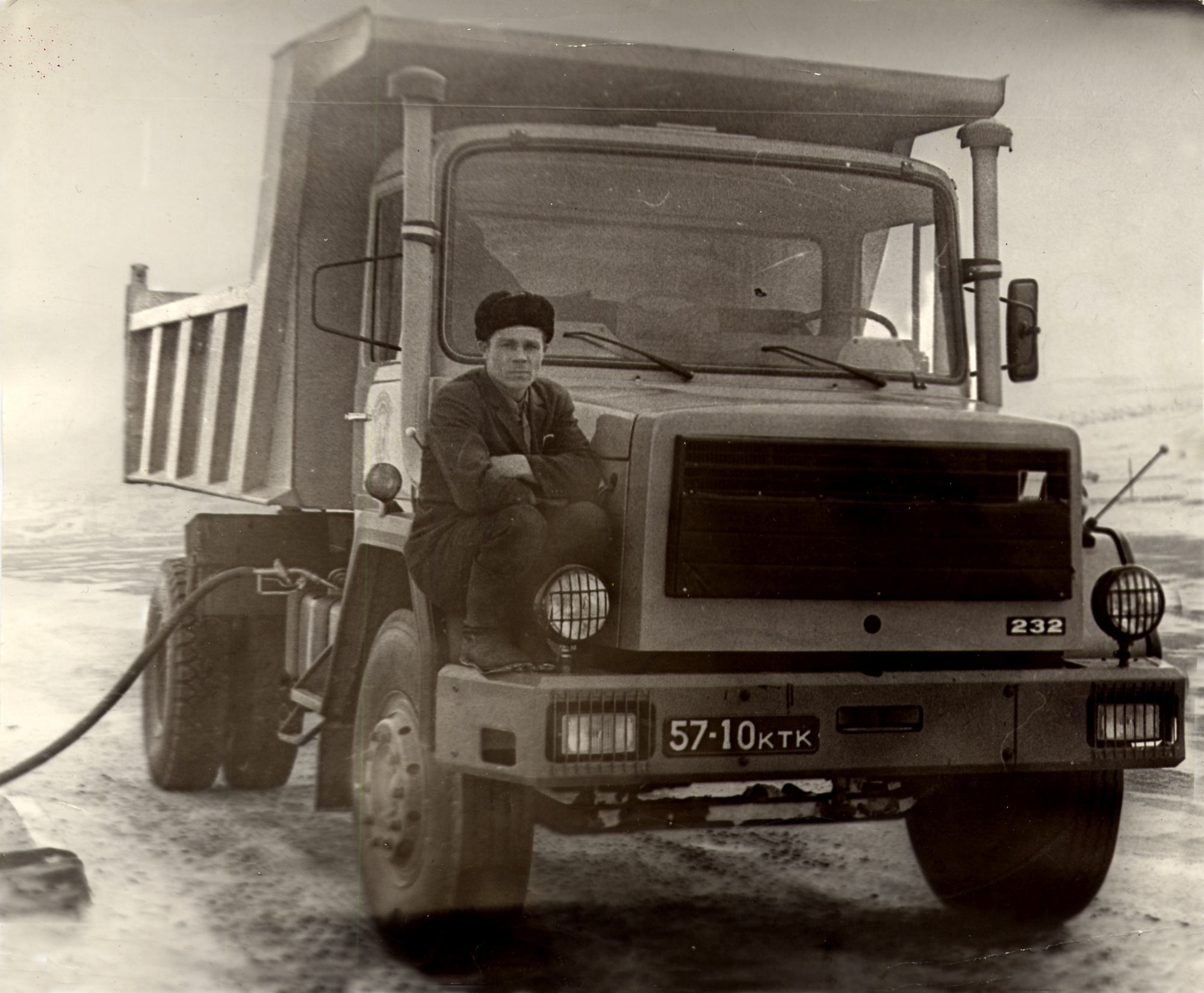
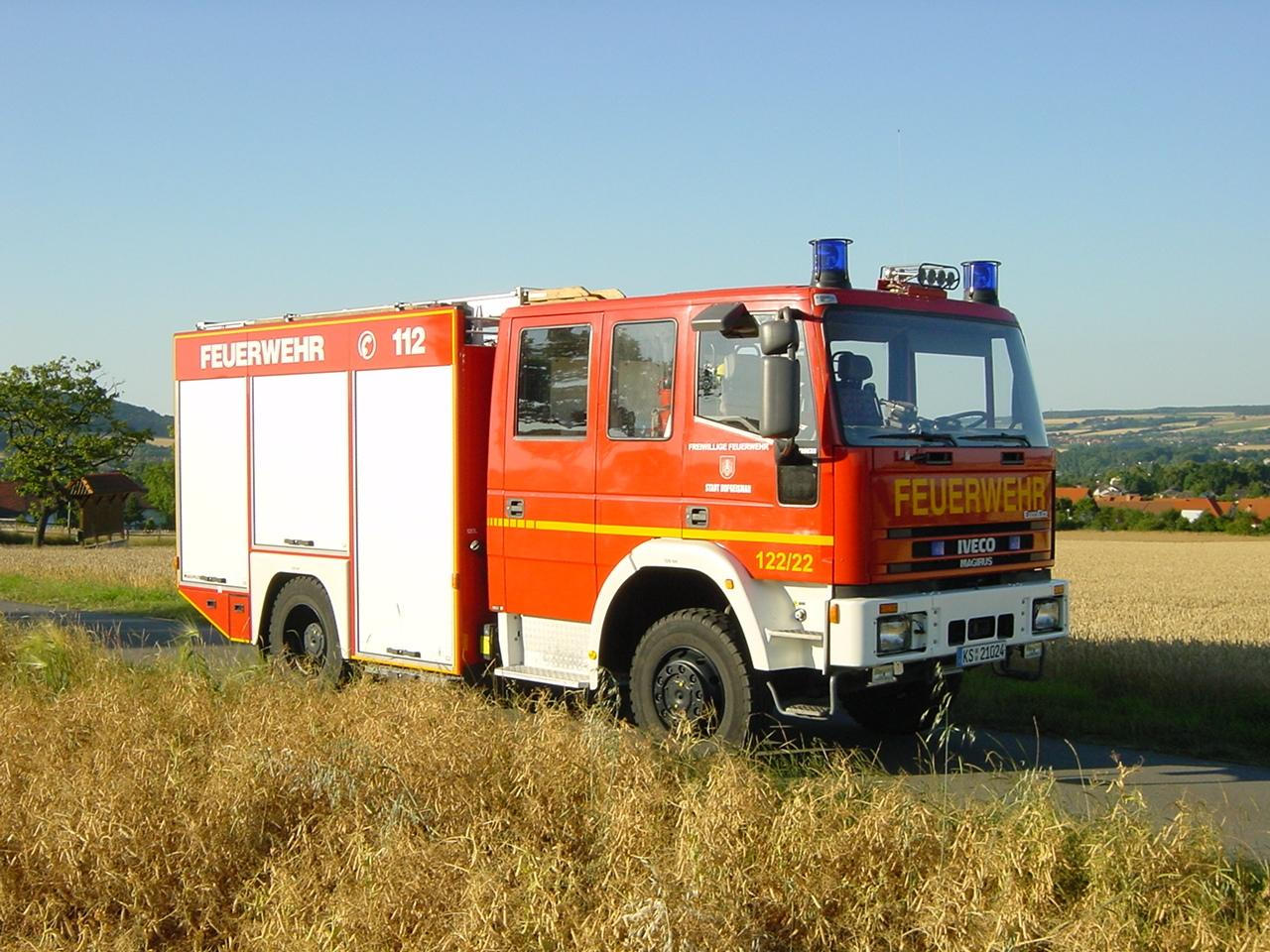
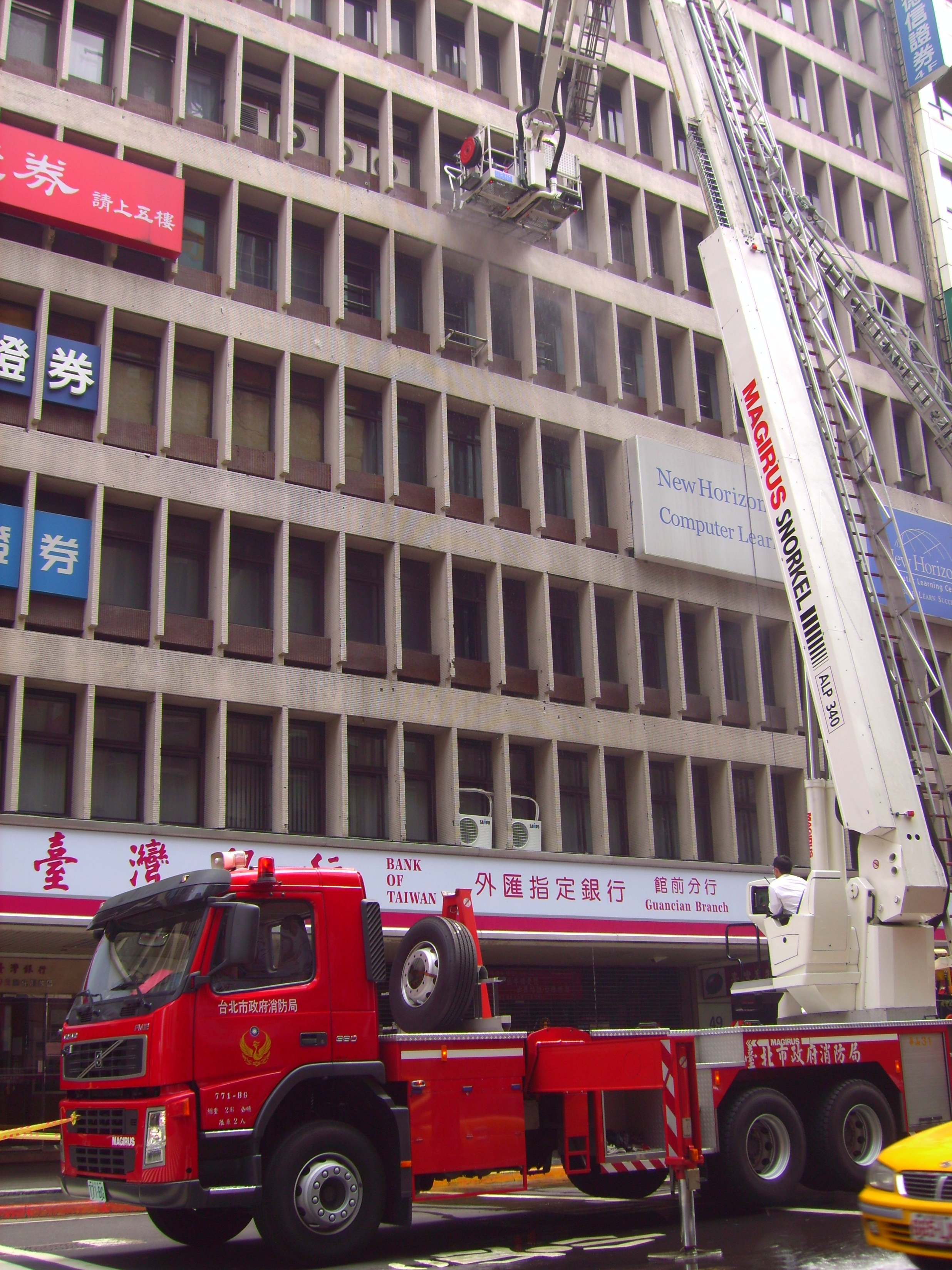
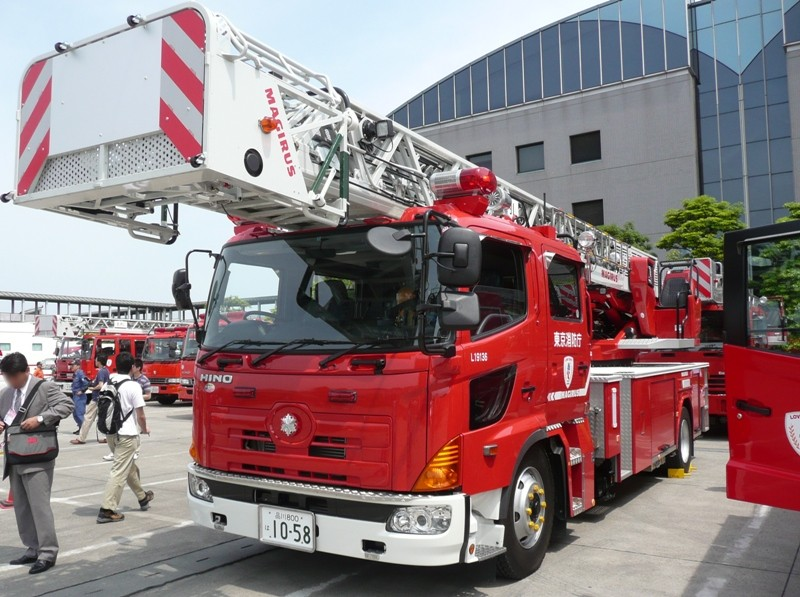
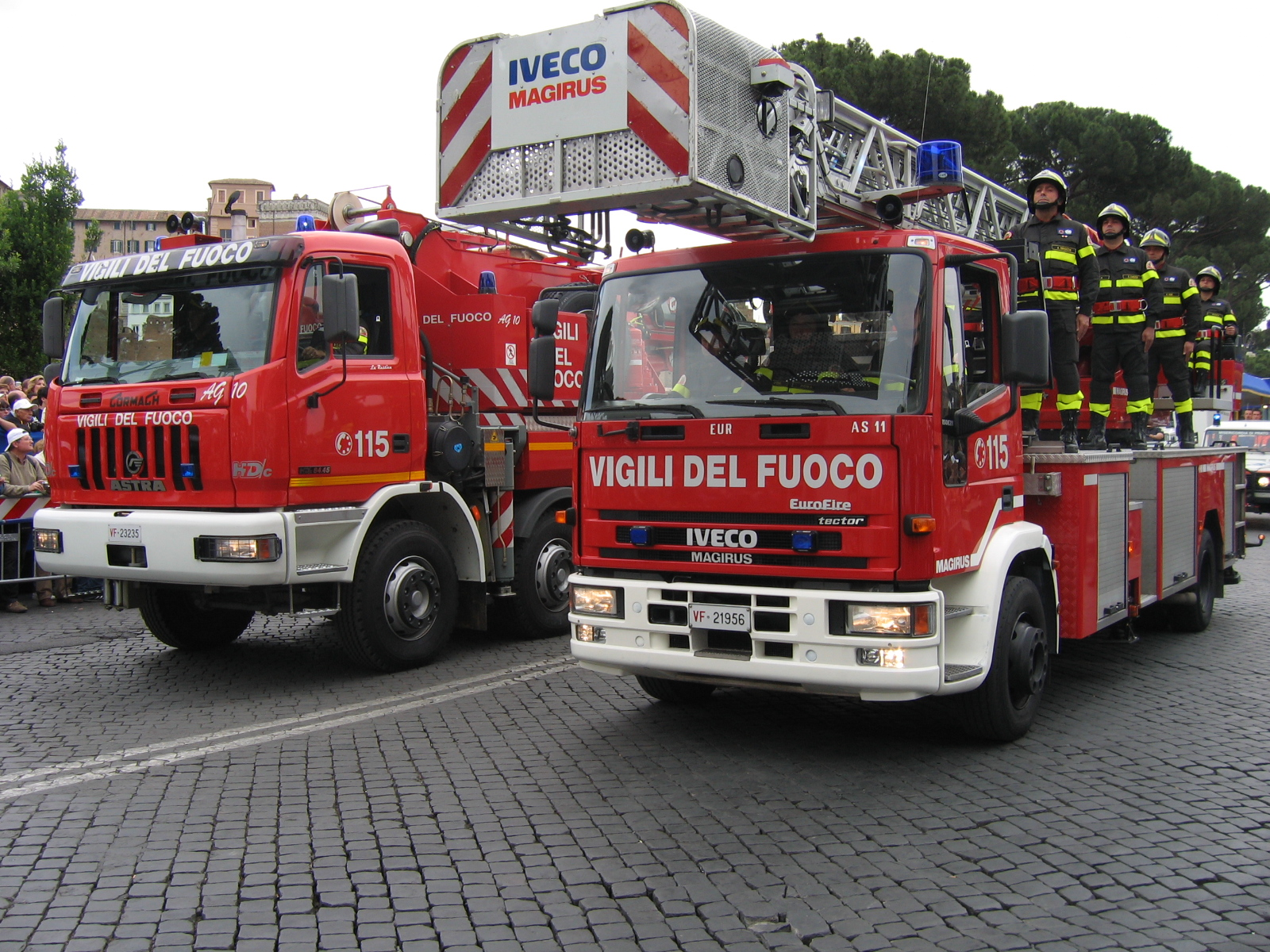
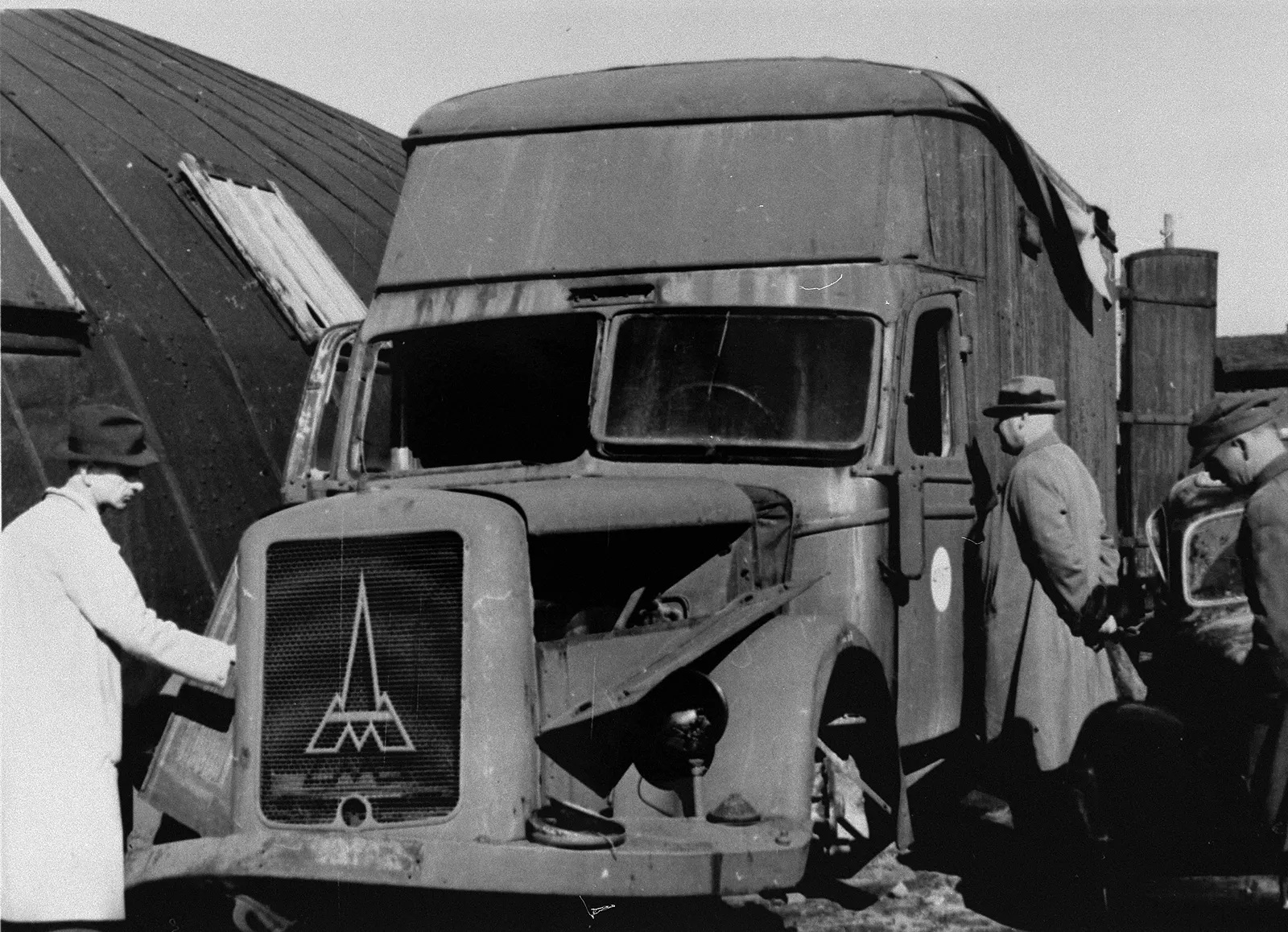
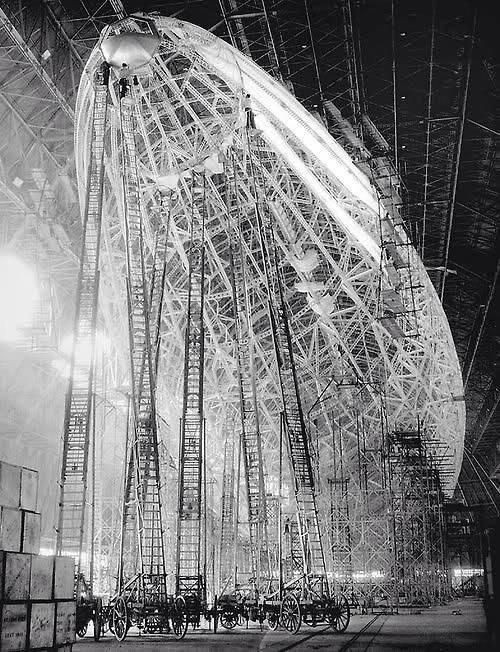

## 현재 생산차종
대형 트럭
- 이베코 마지루스 스트랄리스
- 이베코 마지루스 유로카고
- 이베코 마지루스 트래커

## 같이 보기
- 피아트
- 이리스버스
- 이베코